# Denham Fouts
Denham Fouts (Jacksonville, Flórida, 9 de maio de 1914 – 16 de dezembro de 1948) foi um membro da alta sociedade estadunidense e muso literário que serviu de inspiração para os personagens de escritores como Truman Capote, Gore Vidal e Christopher Isherwood. Foi amante do rei Paulo da Grécia.

## Biografia

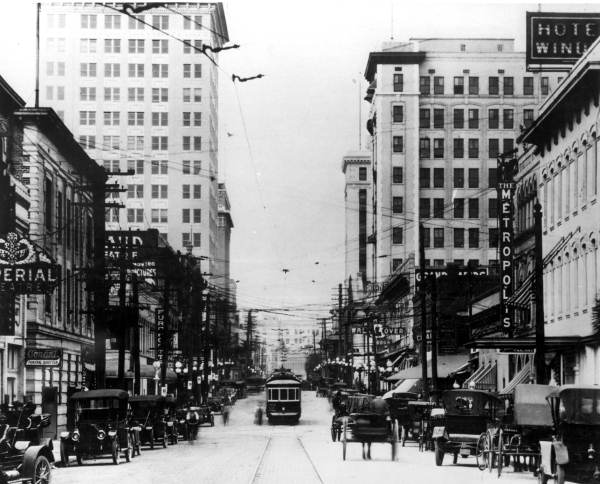
Jacksonville em 1914.

Nascido em Jacksonville, Flórida, Louis Denham Fouts, foi filho de um graduado da Universidade Yale Edwin Fouts, que era presidente de uma fábrica de vassouras, e Mary Denham. Ele tinha dois irmãos, Ellen (nascida em 1916) e Frederic (1918–1994).
Em 1926, aos 12 anos, escreveu uma carta a Revista Time, contra o abuso de animais nos sets de filmagem.
Estabeleceu-se em Washington, D.C., após seu pai ter conseguido um emprego, por intermédio de parentes, para Denny na Safeway Inc.. Posteriormente partiu para Manhattan, despertando admiração e atenção nos locais onde trabalhou. Ele se tornou companheiro de celebridades (homens e mulheres) tais como Christopher Isherwood, Brion Gysin, Glenway Wescott, Truman Capote, George Platt Lynes, Jane e Paul Bowles, Jean e Cyril Connolly e Michael Wishart. Isherwood o chamou de "o prostituto mais caro do mundo". Fouts era viciado em ópio e foi namorado do pintor Peter Watson.

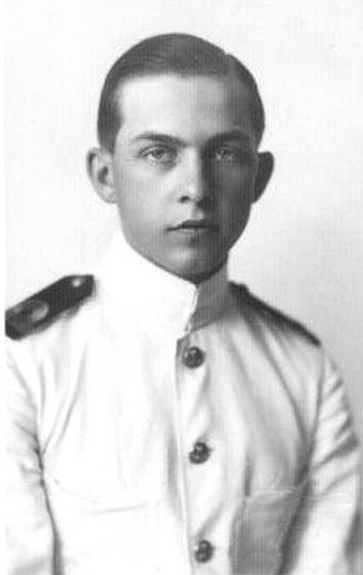
O príncipe Paulo da Grécia.

Foi amante de pessoas notáveis como o rei Paulo da Grécia. Paulo e Fouts se conheceram em Londres, num evento na Tredegar House, enquanto Paulo vivia exilado na Inglaterra com seu irmão Jorge. Pouco depois, Paulo convidou Denham para um cruzeiro pelo Mediterrâneo. Ao mesmo tempo, Paulo da Grécia casou-se com a princesa alemã Frederica de Hanôver e se tornou pai de três filhos. Fouts visitava a Grécia frequentemente e Paulo dava escapadelas para se encontrar com o gigolô no hotel Grande Bretagne de Atenas. Alegadamente, Paulo e Denham se tatuaram igualmente - uma pequena insígnia azul acima do coração, em Viena, antes da Segunda Guerra Mundial.
Ele viajou ao Tibete e durante a Segunda Guerra Mundial conheceu Christopher Isherwood em Hollywood que o levou para Swami Prabhavananda, que se recusou a fazer de Fouts seu discípulo, apesar de seu interesse na filosofia Vedanta. Durante sua estadia nos Estados Unidos estudou medicina na UCLA e foi fotografado por Carl Van Vechten. Em seguida, ele iniciou um relacionamento com Capote em Paris.
Morreu em 1948 em Roma aos 34 anos de idade de um infarto do coração.